# Dzielenie

Dwadzieścia jabłek można wyobrazić sobie jako cztery rzędy po pięć jabłek. Jeśli więc pytamy, ile jabłek znajdzie się po podziale 20 na 4 rzędy, wykonujemy działanie którego wynikiem jest 5.

Dzielenie – operacja matematyczna zdefiniowana w dowolnym ciele jako:
{\displaystyle {\frac {a}{b}}={a}\cdot {b^{-1}},}   dla {\displaystyle b\neq 0,}
gdzie {\displaystyle b^{-1}} jest elementem odwrotnym do {\displaystyle b.}
Ponieważ dzielenie definiujemy jako mnożenie przez odwrotność, nie można dzielić przez 0, gdyż nie istnieje liczba odwrotna do 0, tzn. nie istnieje liczba, która pomnożona przez 0, da element neutralny mnożenia, czyli 1.
W działaniu tym występują dwa operandy nazywające się dzielną i dzielnikiem. Wynik dzielenia nazywany jest ilorazem.
{\displaystyle {\frac {a{\text{ (dzielna)}}}{b{\text{ (dzielnik)}}}}=x{\text{ (iloraz)}}.}

## Podstawowe algorytmy dzielenia

### W ciele liczb rzeczywistych
Gdy mianownik jest równy podstawie systemu pozycyjnego podniesionej do potęgi {\displaystyle n,} to wynik dzielenia równy jest licznikowi, w którym przecinek jest przesunięty w lewo o {\displaystyle n} (dla dowolnego systemu pozycyjnego).

### W cieleZp{\displaystyle \mathbb {Z} _{p}}(całkowitych reszt modulo liczba pierwszap{\displaystyle p})
Znajdujemy najmniejszą liczbę naturalną {\displaystyle m,} taką że:
{\displaystyle b|a+pm.}
Wtedy:
{\displaystyle {\frac {a}{b}}={\frac {a+pm}{b}}.}

### Dzielenie ułamków
Dzielenie ułamków możemy zamienić mnożeniem przez odwrotność drugiej liczby, czyli:
{\displaystyle {\frac {\frac {a}{b}}{\frac {c}{d}}}={\frac {a}{b}}\cdot {\frac {d}{c}}.}

### Dzielenie pisemne
Poniżej podany jest przykład dla dwóch liczb naturalnych: {\displaystyle 4879} i {\displaystyle 5.}
Zaczynamy od wypisania dzielnej i dzielnika, narysowania nad nimi oddzielającej kreski.
{\displaystyle {\begin{array}{r}\hline &4879&:&5\end{array}}}
5 jest większe od 4, więc patrzymy na kolejną cyfrę dzielnej. 5 mieści się w 48 9 razy, i {\displaystyle 5\cdot 9=45.}
Dopisujemy więc odpowiednio: 9 nad kreską, bo 9 to maksymalna liczbą 5 „mieszcząca” się w 48, -45 pod 48, bo {\displaystyle 5\cdot 9=45.} Istotne jest, żeby utrzymać ostatnie cyfry w swoich „kolumnach”.
Tzn. jeśli w danym momencie patrzymy na 48, to piszemy te liczby tak, żeby ostatnie cyfry były w tej samej kolumnie, a reszta była równo oddzielona (w tym wypadku 4 pod 4).
{\displaystyle {\begin{array}{r}&&{\color {red}9}&&\\\hline &4&{\color {red}8}&7&9&:&5\\-&4&{\color {red}5}\end{array}}}
Dalej, odejmujemy 45 od 48 pisemnie. Cyfra z kolejnej kolumny „spada” na miejsce za ostatnią cyfrą po odejmowaniu.
{\displaystyle {\begin{array}{r}&&{\color {red}9}&&\\\hline &4&{\color {red}8}&{\color {blue}7}&9&:&5\\-&4&{\color {red}5}&\downarrow &\\\hline &&3&{\color {blue}7}\end{array}}}
Teraz dzielimy liczbę powstałą po odejmowaniu przez 5 – w taki sposób, jak uprzednio 48: {\displaystyle 7\cdot 5=35,} piszemy 7 nad ostatnią cyfrą, czyli nad 7 (na niebiesko).
Kontynuujemy...
{\displaystyle {\begin{array}{r}&&9&{\color {blue}7}&{\color {green}5}&{\text{r}}&4\\\hline &4&8&{\color {blue}7}&{\color {green}9}&:&5\\-&4&5&&\downarrow \\\hline &&3&{\color {blue}7}\\-&&3&{\color {blue}5}&\\\hline &&&2&{\color {green}9}\\-&&&2&{\color {green}5}\\\hline &&&&{\color {green}4}\end{array}}}
Nie ma już więcej cyfr, które mogłyby „spaść”. Teraz, można od razu powiedzieć, że wynik dzielenia {\displaystyle {\frac {4879}{5}}=975{\text{ r }}4,} czyli 975 z resztą 4. Ewentualnie {\displaystyle 975{\frac {4}{5}}=975{,}8.}
Można kontynuować dzielenie dopisując do dzielnej zera. Dopisanie pierwszego zera do dzielnej oznacza jednak dopisanie przecinka za ostatnią cyfrą, czyli w tym wypadku za 5.
{\displaystyle {\begin{array}{r}&&9&7&5{\color {purple},}&{\color {orange}8}\\\hline &4&8&7&9&{\color {orange}0}&:&5\\-&4&5&&&\downarrow \\\hline &&3&7\\-&&3&5&\\\hline &&&2&9\\-&&&2&5\\\hline &&&&4&{\color {orange}0}\\-&&&&4&{\color {orange}0}\\\hline &&&&=&0\end{array}}}
Otrzymujemy wynik równy {\displaystyle 975{,}8,} który jest zgodny z poprzednim uzyskanym wynikiem.
Po wyczerpaniu wszystkich cyfr dzielnej, 0 kończy dzielenie; w przypadku, gdy nie wszystkie cyfry dzielnej zostały „wyczerpane” (nie „spadły”), a „na dole” znajdują się same zera, dopisuje się zera do końca wyniku, tak, aby ostatnia kolumna wyniku zrównała się z ostatnią kolumną dzielnej.
{\displaystyle {\begin{array}{r}&&1&2&{\color {blue}0}\\\hline &1&2&0&{\color {blue}0}&:&1&0\\-&1&0&&\uparrow \\\hline &&2&0\\-&&2&0\\\hline &&=&0\end{array}}}
W przypadku, gdy do czynienia mamy z liczbami z rozszerzeniem dziesiętnym (cyfry po przecinku), możemy rozszerzyć ułamek tak, aby po dzielna i dzielnik były liczbami naturalnymi i kontynuować jak wyżej.
W przypadku, gdy jedna liczba jest ujemna, można wyciągnąć minus przed nawias i kontynuować jak wyżej.

## Typografia
Do zapisu operacji dzielenia używa się alternatywnie symboli {\displaystyle :,\;/,\;\div {\;}.} Unikod: U+2236 ∶ RATIO, U+002F / SOLIDUS, U+2044 ⁄ FRACTION SLASH (HTML &frasl;), U+2215 ∕ DIVISION SLASH, U+00F7 ÷ DIVISION SIGN (HTML &divide;).